# 모르텐 외스테르고르

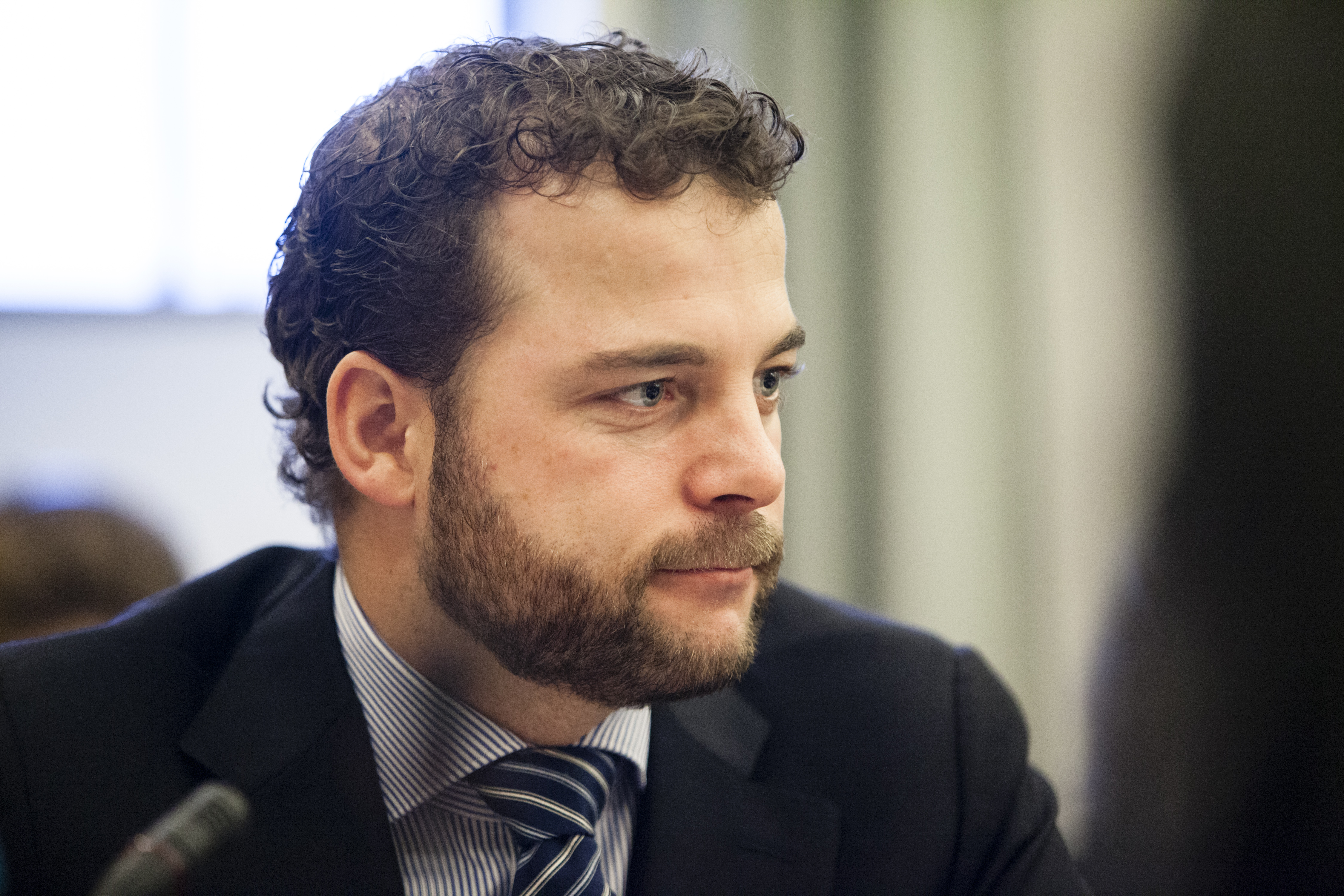
모르텐 외스테르고르

모르텐 외스테르고르(덴마크어: Morten Østergaard, 1976년 6월 17일 ~ )는 덴마크의 정치인으로 2014년 9월 2일부터 2015년 6월 28일까지 경제내무부 장관을 지냈다. 사회자유당원으로서, 2005년부터 국회의원직을 역임하고 있다. 2011년부터 2014년까지 연구혁신고등교육부 장관을 지냈으며, 2014년 잠시 동안 조세부 장관을 지낸 바 있다.
오르후스 대학교에서 정치학 박사 학위를 취득한 그는 2002년부터 2005년까지 사회자유당의 부총재직을 지냈으며, 2005년 총선에서 당선되어 원내에 입성했다.
2014년 8월 31일 마르그레테 베스타게르가 유럽 연합 집행위원회로 가게 되자, 외스테르고르는 사회자유당의 대표로 선출되었으며, 동시에 부총리로 지명되었다.